# Natura 2000-område nr. 150 Gammel Havdrup Mose
 Natura 2000-område nr. 150 Gammel Havdrup Mose  er et Natura 2000-område der består af Fuglebeskyttelsesområde nr. F103  og  har et areal på 98 hektar og er  udpeget for at beskytte søer og moser som levested for sortterne og rørhøg. Det ligger  i  Roskilde,  og Solrød kommuner,  nordøst for Havdrup.

## Områdebeskrivelse
Gammel Havdrup Mose ligger ca. 13 km sydøst for Roskilde og store dele af området er tilgængelige for offentligheden. 
I området indgår de to moser Gammel. Havdrup Mose på ca. 24 ha og Snoldelev Mose på ca. 8,5 ha.
Moserne har været udsat for tørvegravning under de to verdenskrige, og i Snoldelev Mose er der en hængesækagtig ø i midten af mosen. I begge moser er der åbne vandflader med kraftig rør- og pilevegetation i randzonerne.
Natura 2000-området ligger   indenfor 
i Vandområdedistrikt II Sjælland  i vandplanoplandene 2.4 Køge Bugt. 

## Fredninger
I 1978 blev  Snoldelev og Havdrup moser fredet. Snoldelev Mose-fredningen er på 8,5 ha, hvoraf ca. halvdelen er vandflade.

## Eksterne kilder og henvisninger
1. ↑  – Hovedvandopland 2.4 Køge Bugt (Webside ikke længere tilgængelig) på mst.dk
2. ↑  Om fredningen  på fredninger.dk

- Kort over området på miljoegis.mim.dk
- Naturplanen Arkiveret 7. juli 2020 hos  Wayback Machine
- Basisanalysen 2016-21 (Webside ikke længere tilgængelig)